# Sais
Sais (auch Saïs, altgriechisch Σάϊς; altägyptisch Sau, Zau, heute arabisch صا الحجر Sa al-Hagar, DMG Ṣā al-Ḥaǧar) ist der griechische Name einer altägyptischen Stadt im westlichen Nildelta, im heutigen Gouvernement al-Gharbiyya.
Die Stadt erscheint schon seit dem Alten Reich in altägyptischen Texten. Ausgrabungen haben gezeigt, dass der Ort schon seit etwa 4000 v. Chr. besiedelt war.

## Geschichte
Koordinaten: 30° 58′ N, 30° 46′ O
Nebet-Sau als Herrin von Sais ist seit dem Mittleren Reich als Hauptgöttin belegt. Sie war zumeist die Erscheinungsform der Neith, die hier auch einen großen Tempel hatte. Daneben ist im Neuen Reich auch Mut und in der Spätzeit Hathor als Herrin von Sais bezeugt.
Psammetich I., der wohl aus Sais stammte, verlegte die Hauptstadt des Landes hierher und begründete die sogenannte saitische Dynastie. Sais war damals das Zentrum des griechisch-ägyptischen Handels. Herodot beschreibt den Tempelkomplex mit den Grabanlagen der 26. Dynastie. Aus Sais kamen die Könige der 26. Dynastie (664 – 525 v. Chr.). Von der Stadt ist nur wenig erhalten geblieben.

## Die Könige von Sais
- Psammetich I.
- Necho II.
- Psammetich II.
- Apries
- Amasis
- Psammetich III.

## Rezeption
Ein klassischer Topos seit der Antike und frühen Aufklärung ist die angebliche Inschrift über dem Eingang des Tempels der Isis, die die Alleinheit Gottes und seine Verborgenheit (Verschleierung) betrifft. Er findet wohl seinen Höhepunkt in Friedrich Schiller, Die Sendung Moses (1790) und Vom Erhabenen (1793), aber auch bei Kant, Kritik der Urteilskraft (1790). Schillers Ballade Das verschleierte Bild zu Sais (1795) greift das Thema erneut auf.
Der romantische Dichter Novalis verfasste den Fragment gebliebenen Roman Die Lehrlinge zu Sais, in dessen Mittelpunkt die Erkenntnis der Natur steht, unter anderem allegorisiert durch ihre Verkörperung in der Göttin Isis und ihre Entschleierung.